# Stadttheater Düsseldorf

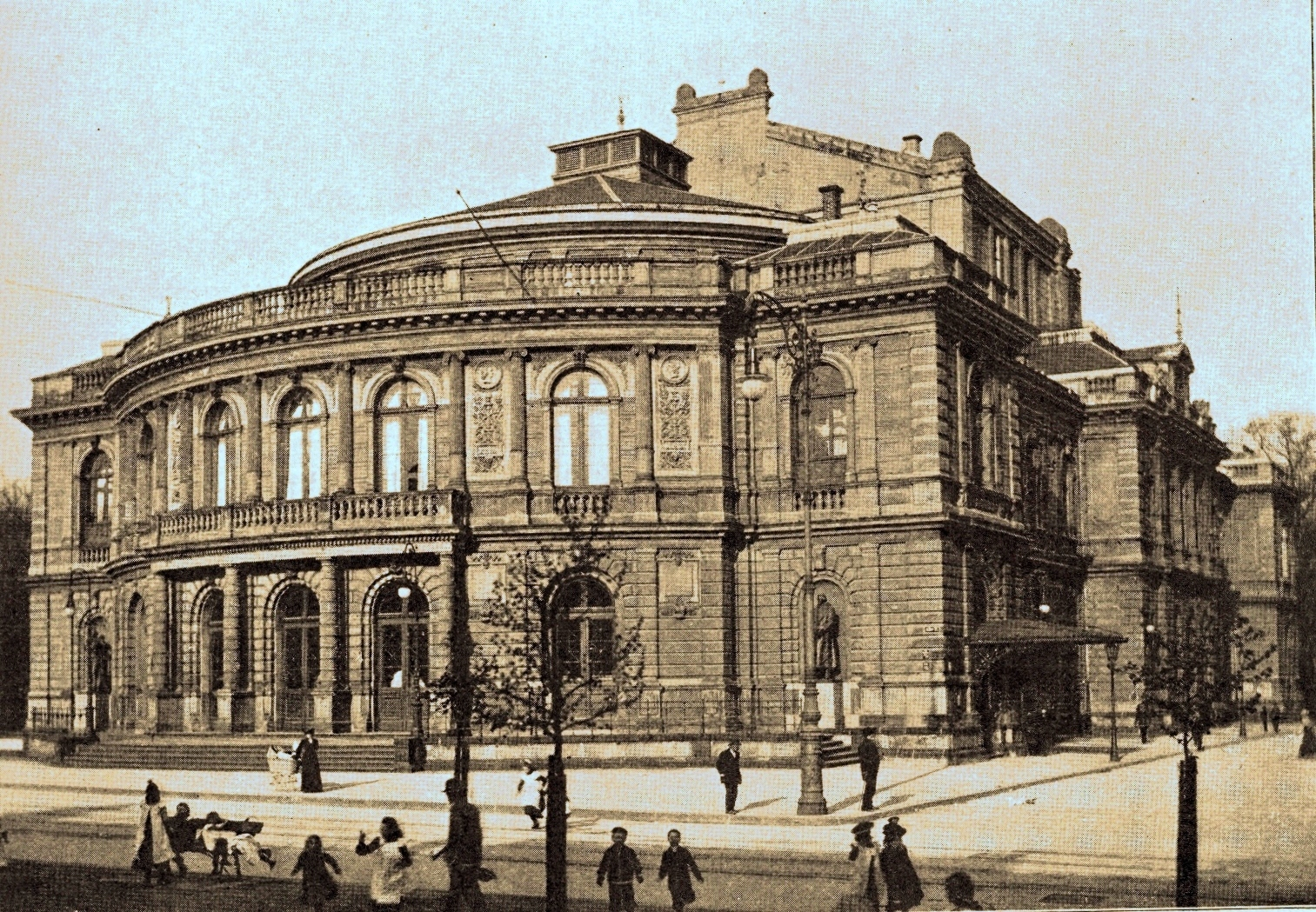
Düsseldorfer Stadttheater vor 1904 (später Opernhaus)

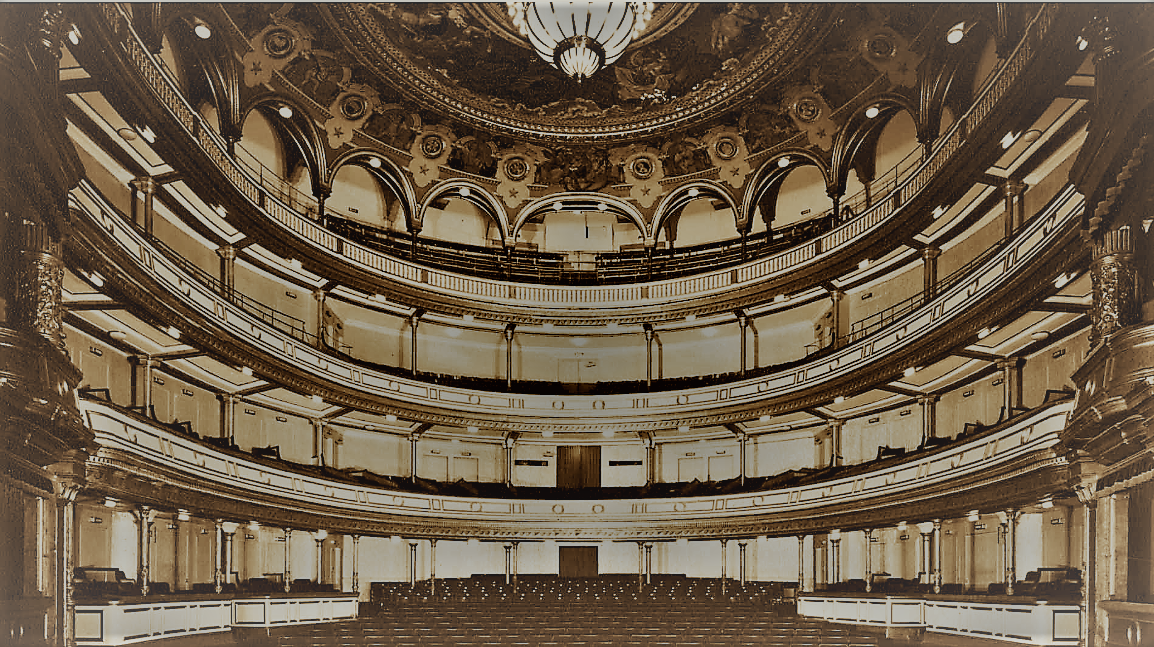
Düsseldorfer Stadttheater, Zuschauerraum

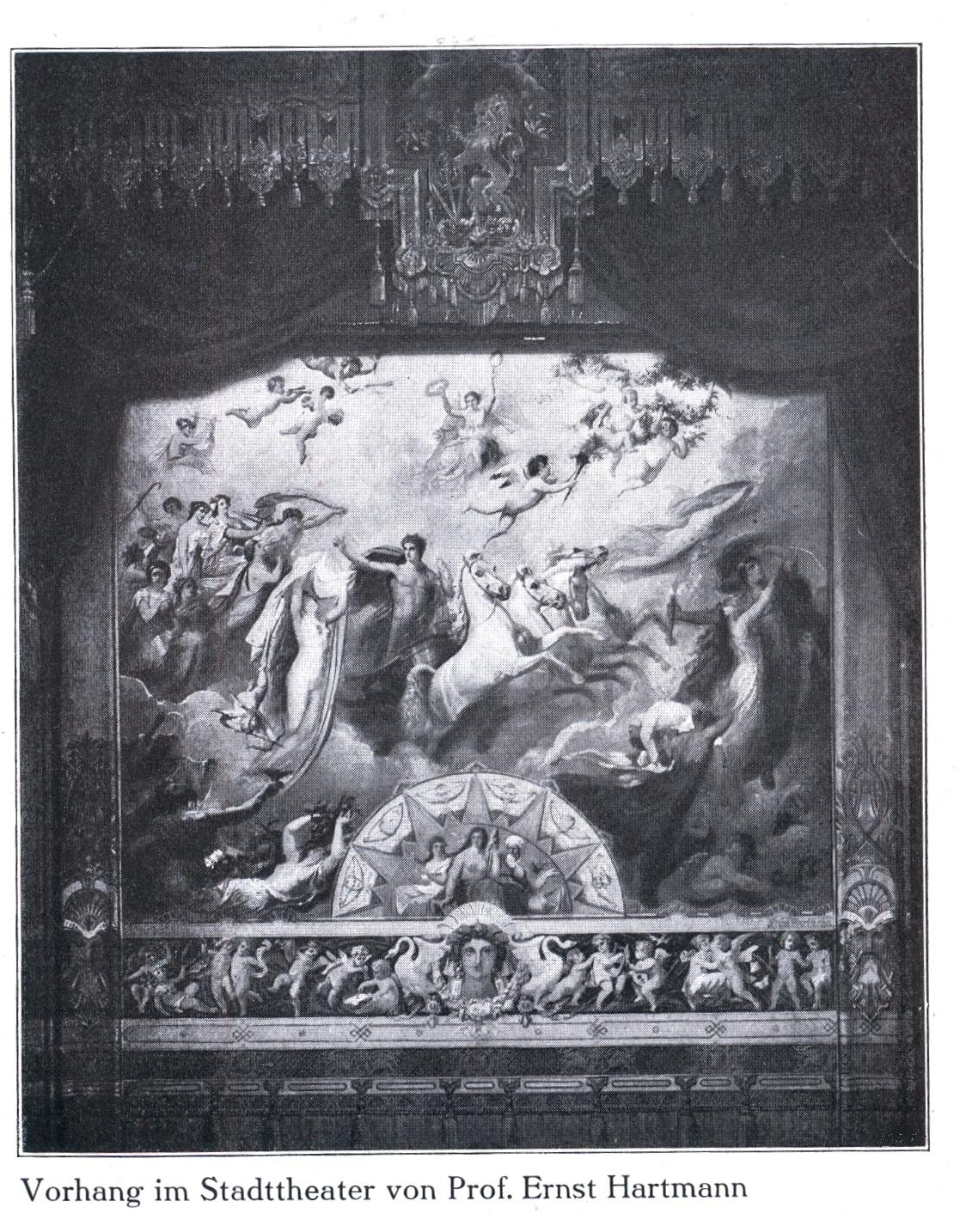
Theatervorhang, 1875 entworfen von Ernst Hartmann

Das Stadttheater Düsseldorf, später Städtische Bühnen Düsseldorf, befand sich an der Heinrich-Heine-Allee 16a in Düsseldorf und wurde 1873 bis 1875 von Ernst Giese im Stil der Neurenaissance in Anlehnung an Sempers Hoftheater in Dresden erbaut. Der Zuschauerraum wurde durch die Luftangriffe auf Düsseldorf im Zweiten Weltkrieg teilweise zerstört, aber noch während des Krieges auf Anordnung der Reichstheaterkammer provisorisch wieder aufgebaut. So konnte im Jahre 1946 der Landtag des neu gegründeten Landes Nordrhein-Westfalen das Opernhaus als Sitzungsort nutzen. Dessen erste Sitzung, der Beginn des parlamentarischen Lebens des Landes, wurde am 2. Oktober 1946 unter der musikalischen Leitung des Düsseldorfer Generalmusikdirektor Heinrich Hollreiser zu den Klängen der Coriolan-Ouvertüre von Ludwig van Beethoven eröffnet. Ein umgreifender Umbau zum Opernhaus Düsseldorf der Deutschen Oper am Rhein, dem auch die historistischen Fassaden des ursprünglichen Gebäudes geopfert wurden, erfolgte nach Plänen von Paul Bonatz, Julius Schulte-Frohlinde und Ernst Huhn von 1954 bis 1956.

## Geschichte

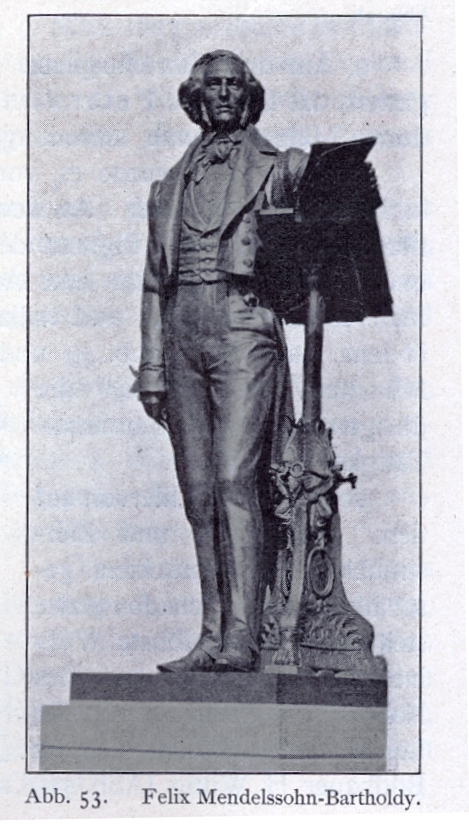
Bronzestandbild von Felix Mendelssohn Bartholdy

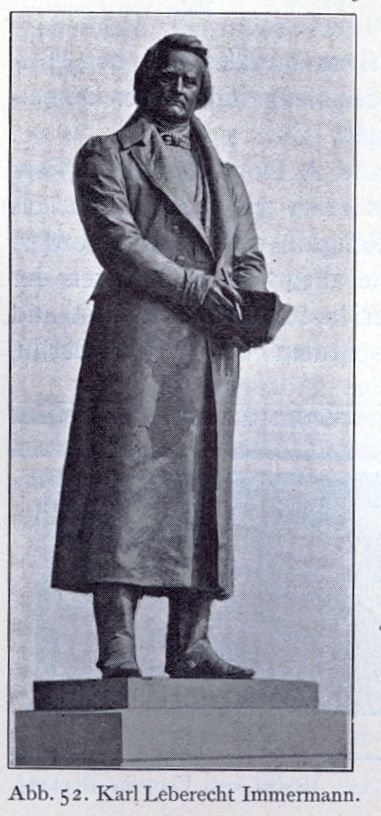
Bronzestandbild von Karl Immermann

Als Stadttheater wurde seit 1751 das sogenannte Gießhaus des kurfürstlichen Hofbildhauers Gabriel de Grupello genutzt, das daher auch Grupellotheater genannt wurde. Schon 1747 war das Gießhaus bei einem Besuch des Kurfürsten als Theater umfunktioniert worden. Das am Marktplatz gelegene Gebäude, das 1805 zur Bergischen Nationalbühne avanciert war, hatte der preußische Staat 1818 der Stadt überlassen. 1832 wurde der Fassade des Musentempels ein griechischer Säulenportikus vorangestellt. Aufgrund der stark zunehmenden Bevölkerung Düsseldorfs wurde das Grupellotheater rasch zu klein und es musste ein neues, größeres Theatergebäude erbaut werden. 1864 forderten 300 Düsseldorfer Bürger mit einer Eingabe an den Oberbürgermeister Hammers ein neues Theater mit mindestens 1600 Plätzen. Aufgrund dessen genehmigte die Stadtverordnetenversammlung am 21. Februar 1865 die Summe von 120.000 Talern. Am 21. März 1865 beschloss dieselbe die Hergabe eines Teils des Botanischen Gartens an der Alleestraße, um darauf den Neubau zu errichten. Der Baugrund erwies sich als äußerst schwierig, da sich der Bauplatz auf dem ehemaligen Festungsgraben befand und erst in großer Tiefe fester Baugrund zu finden war. Der Architekt Ernst Giese erhielt den Auftrag, den Neubau zu errichten, dessen Entwürfe fanden am 26. November 1867 die Zustimmung der Stadtverordnetenversammlung. Der Baubeginn verzögerte sich jedoch. So dauerte die Prüfung der Pläne durch die Königliche Regierung über ein Jahr. Weiter erhoben auch Bürger gegen den Neubau Einspruch. Erst im September 1873 begann die Errichtung des Giese’schen Theatergebäudes. Die Pläne waren jedoch zuvor abgeändert worden und die Stadtverordneten genehmigten 270.000 Taler. Nach zweijähriger Bauzeit konnte am 29. November 1875 das Theater mit einer ersten Vorstellung eröffnet werden. Der Haupteingang befand sich an der Alleestraße (Heinrich-Heine-Allee 16a), Nebenausgänge an der Theaterstraße, wo sich auch die Tageskasse befand, und zum Hofgarten.
Von 1873 bis 1875 wurde das Stadttheater im Stil der florentinischen Neurenaissance erbaut. Das Haus fasste 1350 Personen, mit 1260 Sitz- und 90 Stehplätzen. Die ursprüngliche Bühne war 15,70 m tief und 22,50 m breit. Die Breite der Bühnenöffnung betrug 10,50 m. Im Jahre 1891 wurde die Bühne um 13,50 m verlängert, als ein Kulissen- und Garderobenhaus angebaut wurden. Das als Theatergebäude geplante Bauwerk wurde erst 1905/1906 innen nach Plänen von Hermann vom Endt zum Opernhaus umgebaut. Der Grundriss des Zuschauerraums zeigte eine Ellipsenform. Die Zahl der Parterresitze wurde durch den Wegfall der Parterrelogen im Scheitel der Rundungen vergrößert. Vestibül und Foyer waren jeweils durch zwei Prachttreppen miteinander verbunden. Die Ausgestaltung derselben wies auf eine Verlagerung der gesellschaftlichen Begegnungen aus den Privatlogen in den öffentlichen Bereich hin. Das Bühnenhaus zeichnete sich gegenüber denen der Theater der ersten Hälfte des Jahrhunderts durch große Höhe, reichere technische Ausstattung und eine größere Zahl von Nebenräumen aus. Die Fassade war halbzylindrisch. Der Außenbau hob bestimmte Bauteile hervor, so waren Zuschauer- und Bühnenhaus außen ablesbar.
Ernst Hartmann (1818–1900) malte den Theatervorhang, der vom Kunstverein für die Rheinlande und Westfalen gestiftet worden war. Der Maschinenmeister Brandt aus Darmstadt zeichnete verantwortlich für die mechanischen Einrichtungen. Er hatte auch an der Schaffung der Wagnerbühne in Bayreuth mitgewirkt.
In zwei Nischen der Vorderfassade wurden 1901 zwei Bronzestandbilder angebracht, die von Professor Clemens Buscher im Auftrag des Kunstvereins für Rheinland und Westfalen modelliert wurden. Die eine Figur stellt Karl Immermann dar, welcher von 1834 bis 1837 Leiter des Hauses am Marktplatz war und ihm als Immermann’sche Musterbühne Vorbildcharakter verliehen hatte. Die andere stellt Felix Mendelssohn Bartholdy dar, der als ein Zeitgenosse Immermanns das Düsseldorfer Musikleben entscheidend bereicherte. Das Bildnis des Komponisten wurde nach 1936 wegen seiner jüdischen Herkunft entfernt und 1940 eingeschmolzen. Das Immermann-Denkmal wurde im März 1940 an der Goltsteinparterre im Hofgarten aufgestellt. Eine Rekonstruktion des Mendelssohn-Denkmals wurde in 2012 an der Südseite des Hofgartens neben der Deutschen Oper am Rhein wiedererrichtet.

## Grundrisse

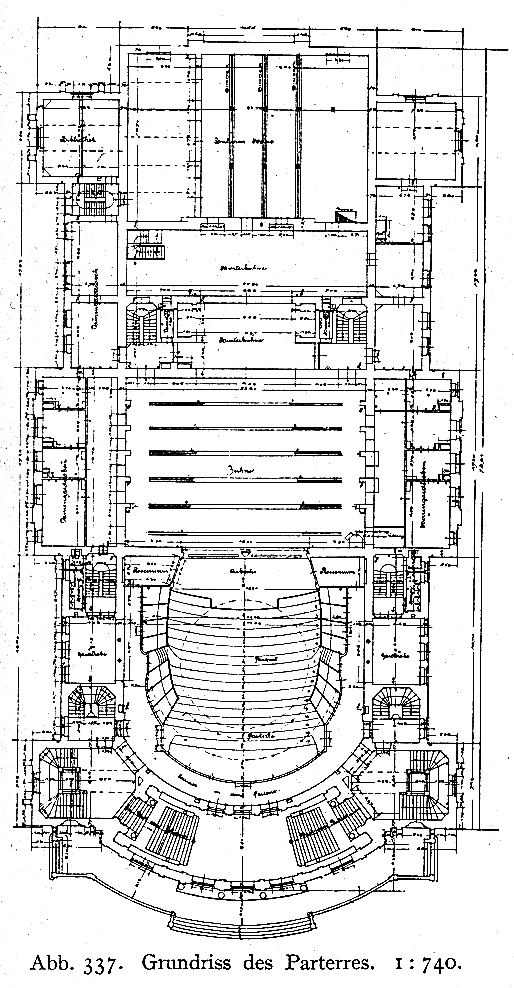
Grundriss Parterre
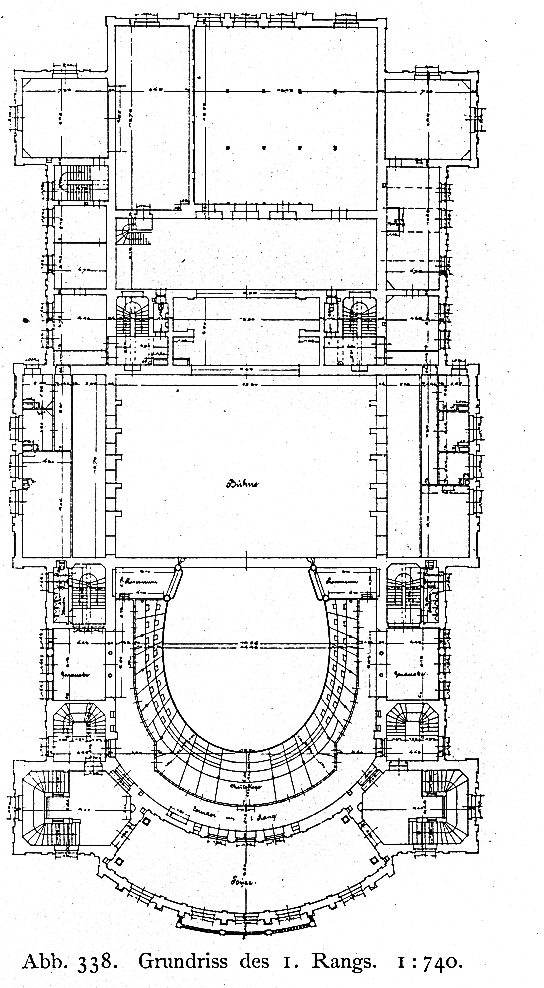
Grundriss 1. Rang